# Pietà con san Francesco e Maria Maddalena
La Pietà con san Francesco e Maria Maddalena, nota anche come Pietà Mattei, è un dipinto di Annibale Carracci.

## Storia
La tela fu commissionata dal nobile romano Fabio Mattei e dal cardinale Odoardo Farnese per decorare la cappella della famiglia Mattei nella chiesa romana di San Francesco a Ripa, presso la quale rimase fino al 1797, quando fu requisita dalle truppe napoleoniche che occuparono Roma e inviata a Parigi, dove tuttora si trova.

## Datazione
In ordine a questo dipinto sussistono dubbi circa la sua datazione e la sua originaria formula compositiva che non sono stati ancora risolti.
Alla tela, infatti, sembra riferirsi Giovanni Battista Agucchi in una lettera riprodotta dal Malvasia nella Felsina Pittrice, che, in base alla data riportata dallo stesso Malvasia, risalirebbe al 1607.  Le parole del prelato bolognese lasciano intendere che egli si stia riferendo ad un'opera da poco licenziata da Annibale.
In un altro passo della Felsina anche Malvasia afferma che la Pietà Mattei sarebbe una delle ultime opere prodotte da Annibale Carracci prima di morire, ma è lo stesso biografo bolognese a dire che secondo altri quel dipinto sarebbe stato portato a termine molto prima.
La gran parte degli storici dell'arte che hanno studiato la Pietà ora al Louvre (Tietze, Mahon, Cavalli, Posner) ha ritenuto però, su basi stilistiche, il 1607 una data troppo tarda.

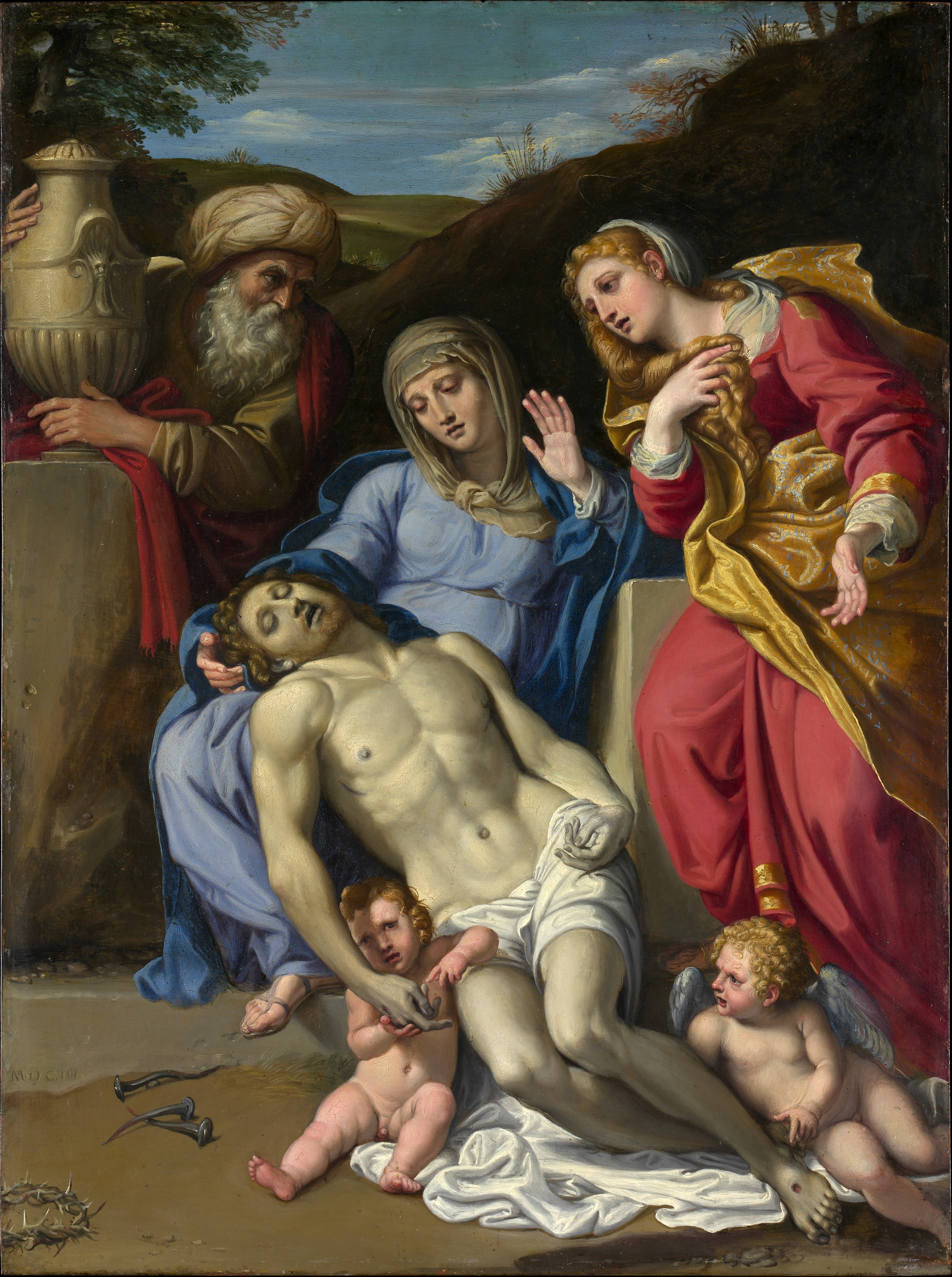
Domenichino, Pietà, 1603, New York, Metropolitan Museum of Art. In basso a sinistra compare la data MDCIII

Ma ciò che sembra smentire inequivocabilmente una data così vicina alla morte di Annibale è una piccola copia su rame della tela ora a Parigi, attribuita al Domenichino ed acquistata nel 2008 dal Metropolitan Museum of Art di New York.
Il rame del Metropolitan, infatti – che è, salvo che per un aspetto, senza dubbio una copia dell’opera del Carracci – è datato 1603. Necessariamente la realizzazione della Pietà Mattei deve essere collocata (almeno per la gran parte) in un periodo di poco antecedente, contraddicendo così le fonti seicentesche che sembrano suggerire una datazione successiva di qualche anno.
Il rame di New York pone, però, un secondo rilevante problema (che da vari autori è stato collegato a quello della datazione della Pietà Mattei): mentre nella tela un tempo nella chiesa trasteverina partecipa al dramma sacro san Francesco, nella copia di Domenichino, in quella parte della composizione, vi è Giuseppe di Arimatea. Perché questa differenza tra i due dipinti?
In un primo momento si ipotizzò che Annibale avesse inizialmente inserito anch’egli Giuseppe (la cui partecipazione all’evento raffigurato è del resto più ovvia) per poi modificare il dipinto in un momento successivo, allorché si decise la destinazione definitiva del quadro: dovendo il dipinto essere collocato in una chiesa francescana vi inserì san Francesco in luogo di Giuseppe di Arimatea. Domenichino, quindi, avrebbe copiato il dipinto prima di questa modifica.
L’ipotesi sembrava trovare parziale conferma in un disegno di Annibale preparatorio della Pietà Mattei, dove san Francesco è assente mentre c’è Giuseppe di Arimatea (questo disegno si trova nel Museo Jenisch a Vevey, in Svizzera).

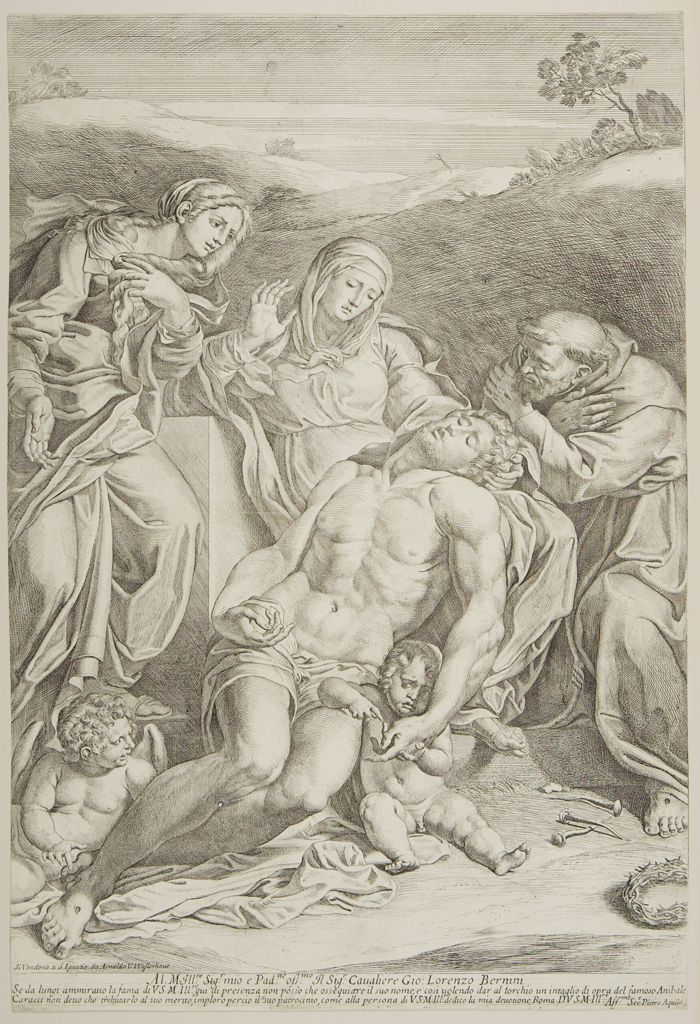
Pietro Aquila, Pietà con san Francesco e Maria Maddalena, XVII secolo, Cambridge (Massachusetts), Fogg Art Museum

Una radiografia del dipinto del Louvre (fatta nel 1994) ha, però, evidenziato l’assenza di "pentimenti": è escluso quindi che un’ipotetica versione iniziale della tela contenesse Giuseppe di Arimatea poi sostituito da san Francesco.
Ipotesi alternativa è che il dipinto del Louvre, nella parte ora occupata da san Francesco, fosse stato lasciato incompiuto per qualche tempo, e che Domenichino nella sua copia si sia rifatto, per la figura di Giuseppe di Arimatea, a progetti preparatori di Annibale, non ancora tradotti sulla tela (e poi modificati con l'inclusione di san Francesco) o semplicemente abbia autonomamente inserito Giuseppe al fine di creare una composizione più usuale della Pietà.
Resta però l'aporia tra le fonti (Agucchi e Malvasia), che datano il dipinto al 1607 (o comunque lo dicono opera assai tarda di Annibale), e le evidenze stilistiche ed ovviamente l'ante quem costituito dal rame di Domenichino (1603).
L'ipotesi di un'interruzione di qualche anno nell'esecuzione della Pietà Mattei potrebbe esserne la spiegazione: il dipinto sarebbe stato realizzato (almeno in gran parte, se non per intero) intorno al 1602 e poco dopo copiato da Domenichino (che vi aggiunse Giuseppe di Arimatea assente nell'originale). Solo alcuni anni dopo, appunto intorno al 1607, la tela di Annibale sarebbe stata completata e pubblicamente esposta. Le fonti quindi darebbero conto di questo secondo momento, piuttosto che della data di effettiva realizzazione dell'opera (o quanto meno di gran parte di essa).
È stato, infine, notato che la figura di san Francesco della tela del Louvre sembra disomogenea al resto della composizione e ne è stata suggerita l’esecuzione da parte di una mano diversa da quella di Annibale.
Nell’ipotesi dell’inserimento successivo del santo nella Pietà Mattei ciò si potrebbe spiegare con il fatto che Annibale abbia delegato un aiuto per il definitivo completamento dell’opera.
Pietro Aquila trasse un'incisione dal dipinto che dedicò a Gian Lorenzo Bernini.

## Descrizione e stile

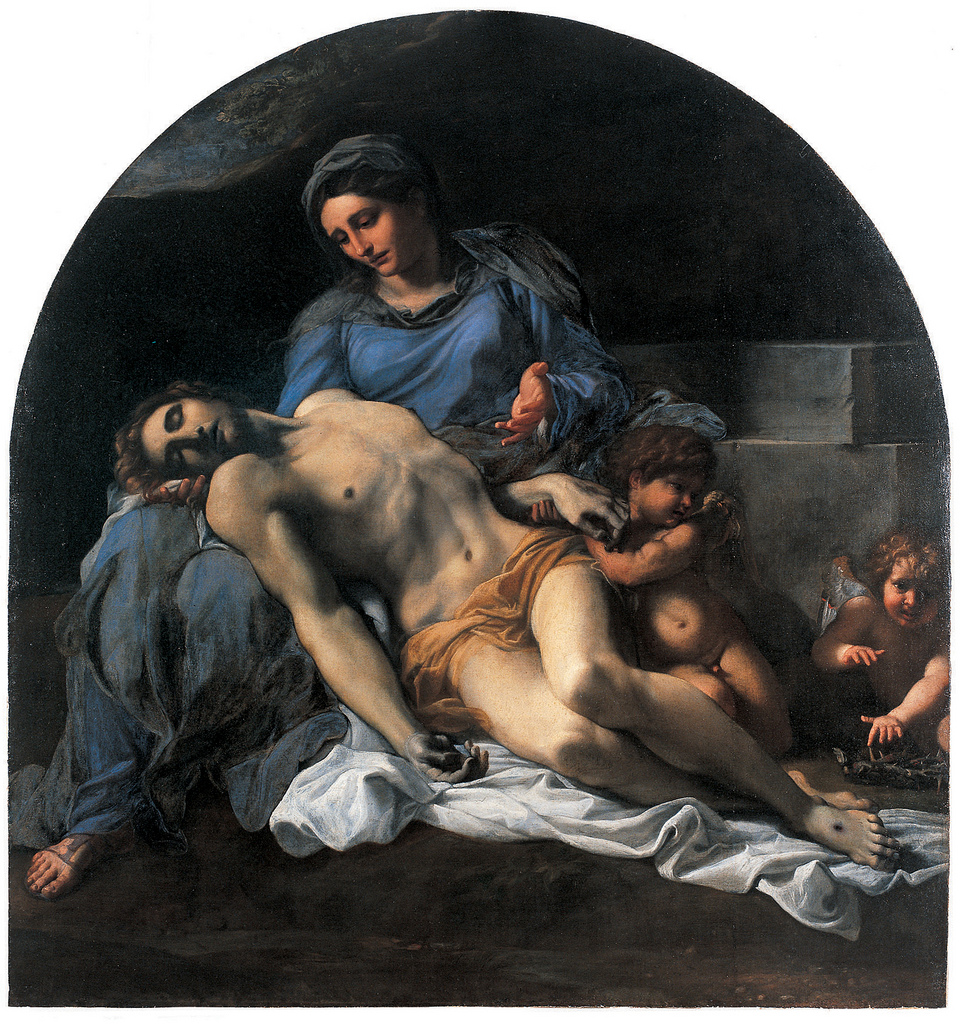
Annibale Carracci, Pietà, 1600 ca., Napoli, Museo nazionale di Capodimonte

La Pietà con san Francesco e Maria Maddalena è un rilevante esempio della tendenza all’idealizzazione dello stile che caratterizza gli ultimi anni della produzione artistica di Annibale,  cioè il tentativo di riprodurre una bellezza ideale creata dalla perfezione delle forme e del disegno.
Il confronto con la Pietà di Napoli (tra i capolavori assoluti di Annibale e della pittura seicentesca tout court) - di pochi anni prima - è eloquente in questo senso: mentre il quadro di Napoli è pervaso da una forte carica emozionale che investe con immediatezza l'osservatore, la Pietà del Louvre al confronto può apparire più fredda.
Anche la differenza delle tonalità cromatiche, soffuse e sfumate nel dipinto napoletano, brillanti e nette in quello del Louvre, marca questo scarto stilistico. La diversa posizione, nelle due opere, di Cristo e della Vergine Maria, può essere letta nello stesso senso: mentre nella Pietà di Napoli Gesù affonda la testa e il torso nel grembo della madre, che a sua volta sembra protendersi per abbracciarlo, nella tela del Louvre Maria è più distante dal figlio e anche la sua espressione di dolore può sembrare più convenzionale.
Secondo Donald Posner, tra i maggiori studiosi di Annibale Carracci, nella Pietà Mattei si scorgerebbe una certa difficoltà di Annibale nel coniugare l'estrema idealizzazione dello stile della sua ultima produzione  (che lo storico statunitense fa partire all'incirca dal 1602 e per la quale usa la definizione di “hyper-idealism”) con i dipinti di grande formato. I capolavori crepuscolari di Annibale infatti, in questa chiave di lettura, sono quasi tutti costituiti da opere di formato piccolo o medio, come la Pietà con le tre Marie, il Domine, quo vadis? o la Pietà di Vienna.
Tuttavia, il numero di copie note, le incisioni tratte dalla tela trasteverina e le descrizioni elogiative dell'opera degli scrittori d'arte del tempo lasciano pensare che anche questa prova di Annibale riscosse l'ammirazione dei suoi contemporanei.